# Menades
Menades é uma comuna francesa na região administrativa de Borgonha-Franco-Condado, no departamento de Yonne. Estende-se por uma área de 5,58 km². Em 2010 a comuna tinha 50 habitantes (densidade: 9 hab./km²).